# Alt Zachun
Alt Zachun település Németországban, Mecklenburg-Elő-Pomeránia tartományban. Lakosainak száma 357 fő (2023. december 31.).

## Népesség
A település népességének változása:
| Lakosok száma | 366  | 355  | 364  | 363  | 347  | 357  |
|               | 2014 | 2017 | 2019 | 2021 | 2022 | 2023 |